# ハンゲショウ
ハンゲショウ（半夏生、半化粧、学名: Saururus chinensis）は、ドクダミ科ハンゲショウ属に分類される多年草の1種である。カタシログサ (片白草) ともよばれる。水辺や湿地に生え、高さ1メートルに達し、葉は互生する。夏に小さな花が集まった細長い総状花序をつけ、その周囲の葉が白く変色する（図1）。東アジアから東南アジアに分布し、日本では本州（青森県小川原湖、津軽地方の湖沼）以南から報告されている。
利尿、解毒、解熱作用がある生薬とされ、三白草（さんぱくそう）とよばれる。また観賞用に栽培されることもある。学名である Saururus chinensis のうち、属名の Saururus はラテン語で「トカゲの尻尾」（細長い花序の形）を、種小名の chinensis は「中国の」を意味している。

## 特徴
多年生の草本であり（図1, 2）、特有の臭気があり、また精油を含む。太く長い地下茎が横に這う。そこから伸びた地上茎は高さ30–100センチメートル (cm) になる。葉は互生し、葉身は卵形から披針状卵形、5–15 × 2–10 cm、先端は尖り、基部は心形、葉脈は掌状で5–7脈、葉柄は長さ 1–5 cm、幅広で背面に稜がある（図1, 2）。托葉は膜質で一部葉柄に合着している。
花期は6–8月。香りがある小さな花が多数集まり長さ 10–15 cm の総状花序を形成し、頂生または葉と対生状につく（上図2c）。花序は初めは下垂しているが、後に次第に上を向く。花期になると花序に近い数枚の葉が白くなり送粉者への広告塔となるが、花期が終わると再び緑色になる（上図2b, c）。蜜腺を欠くが、花粉を餌とする虫媒花であると考えられ、ハナアブが訪花することが報告されている。花序軸には縮毛がある。花柄は長さ2–3ミリメートル (mm)、花基部に苞（小苞）があり、花は両性、花被を欠き、雄しべは6–7個、雌しべは3–5個の離生心皮からなる。雌しべは子房上位、縁辺胎座で各心皮に2個の胚珠をつけ（1個のみ種子になる）、花柱の上方内面に柱頭がある。果実は分離果、1.5–3 mm、褐色で表面はしわ状、無毛。種子は楕円形、長さ約 1 mm、褐色で表面は平滑。染色体数は 2n = 22。

## 分布

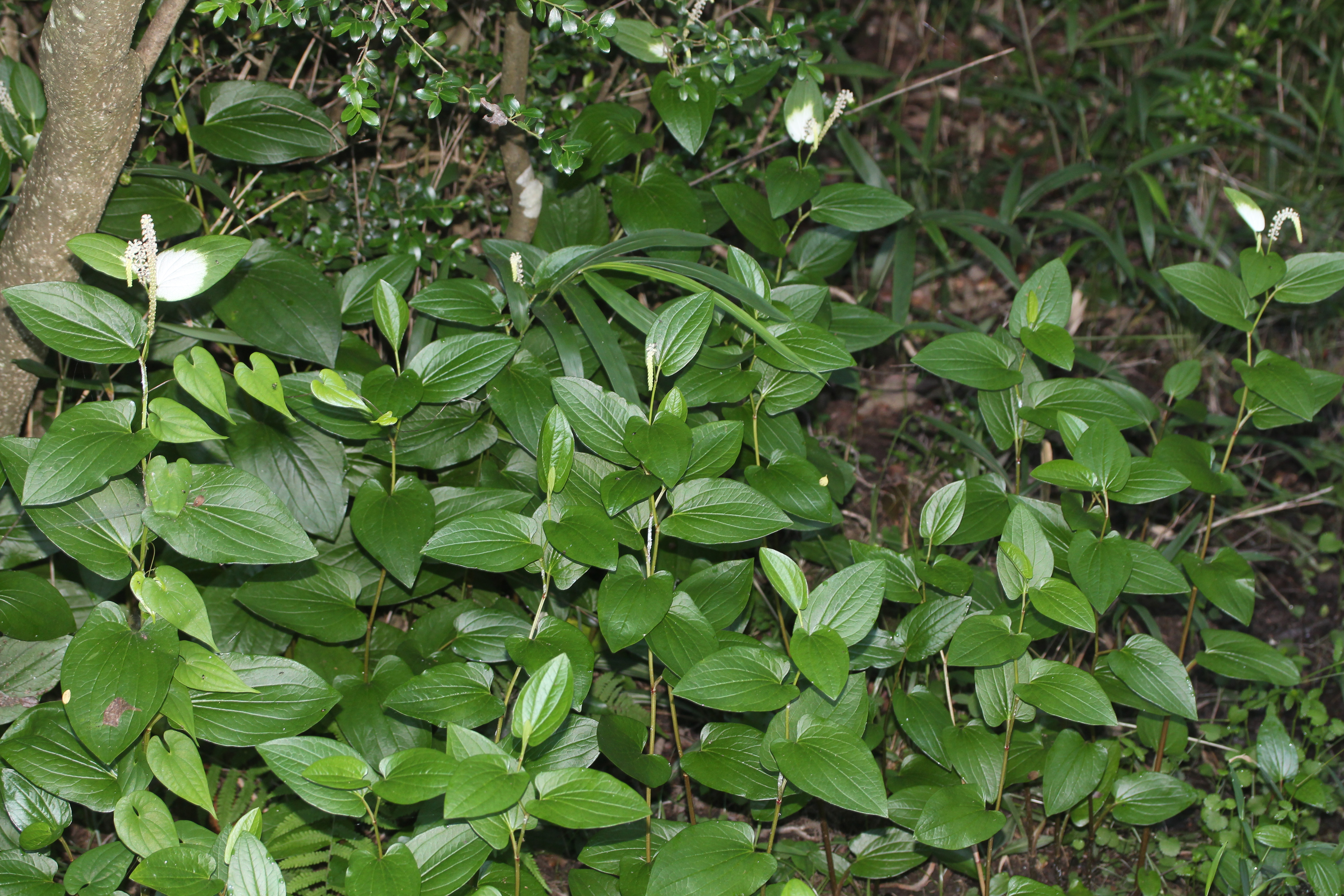
3. 葦毛湿原のハンゲショウ

日本、韓国、中国、ベトナム、台湾、フィリピンに分布。日本では本州（青森県小川原湖、津軽地方の湖沼以南）、四国、九州、沖縄から報告されている。
低地の水辺や湿地に群生する （図3）。

## 保全状況評価
ハンゲショウは日本全体としては絶滅危惧等に指定されていないが、生育に適した土地が減少していることなどによって減少し、下記のように地域によっては絶滅危惧種に指定されている。以下は2020年現在の各都道府県におけるレッドデータブックの統一カテゴリ名での危急度を示している（※埼玉県・東京都では、季節や地域によって指定カテゴリが異なるが、下表では埼玉県は全県のカテゴリ、東京都では最も危惧度の高いカテゴリを示している）。
- 絶滅危惧I類: 山形県、福島県、東京都※
- 絶滅危惧II類: 青森県、宮城県、秋田県、埼玉県※、新潟県、富山県
- 準絶滅危惧種: 栃木県、群馬県、石川県、福井県、大阪府、兵庫県、奈良県、鳥取県、島根県、広島県、愛媛県、熊本県、大分県、沖縄県
- その他: 鹿児島県

## 名前の由来

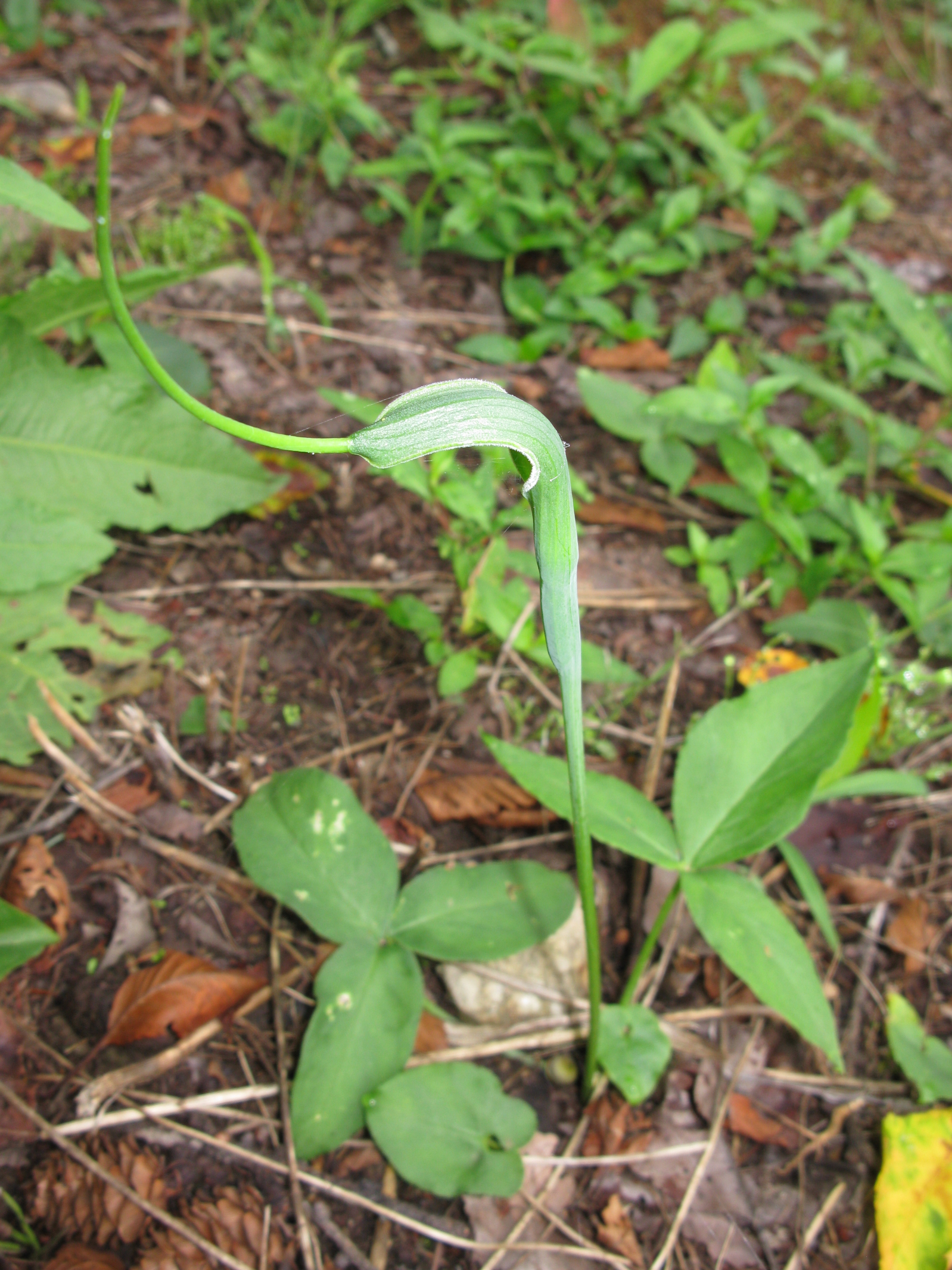
4. カラスビシャク（サトイモ科）

「ハンゲショウ」の名の由来は、 七十二候の1つである「半夏生」（太陽の黄経が100°になる日であり、毎年7月2日頃）の頃に白い葉をつけるためとする説と、葉の一部を残して白く変化する様子から「半化粧」とする説がある。季節名としての「半夏生」は、この頃に半夏（カラスビシャク; 図4）が生えることに由来するとされる。
また葉の片面（表面）だけが白くなることから、カタシログサ（片白草）ともよばれる。